# 摺鉢山 (東京都)
摺鉢山（日语：／ Suribachi-yama）是位於東京都小笠原村硫磺島的一座火山，別名「煙斗山」。太平洋戰爭期間，日本軍在此開鑿隧道並設立據點，成為與美軍激戰之地。

## 概述
摺鉢山位於硫磺島的西南端，由硫磺島的火山活動形成，屬於安山岩質的火山渣錐。其名稱來源於其外形酷似倒置的擂鉢，而「煙斗山」一名則來自於山頂不斷噴出的水蒸氣與硫磺氣體，使其從海上望去彷彿正在冒煙的煙斗。
該山的標高在2016年（平成28年）經現場測量後，由原本的169公尺調整為170公尺。之後在2023年（令和5年）6月2日，透過航測照片分析，標高再度由170公尺調整為172公尺（+2公尺）。
硫磺島戰役期間，摺鉢山成為激戰之地。日本軍原本以該山作為戰略據點，山體內部被掏空，形成七層的防禦工事，並配置最大口徑達20公分的火炮。山體南側的火山口壁因遭受美軍艦炮射擊而崩塌。戰後，摺鉢山與硫磺島其他地區一樣，仍有許多未被發掘的遺骸。山頂及山腳處設立了多座美軍與日軍的紀念碑，以緬懷陣亡士兵。
美國阿靈頓國家公墓內的美國海軍陸戰隊戰爭紀念雕像，即是以硫磺島戰役（1945年）期間，美軍在摺鉢山頂插上美國國旗的場景為原型。
詳情請參閱硫磺島與硫磺島戰役條目。

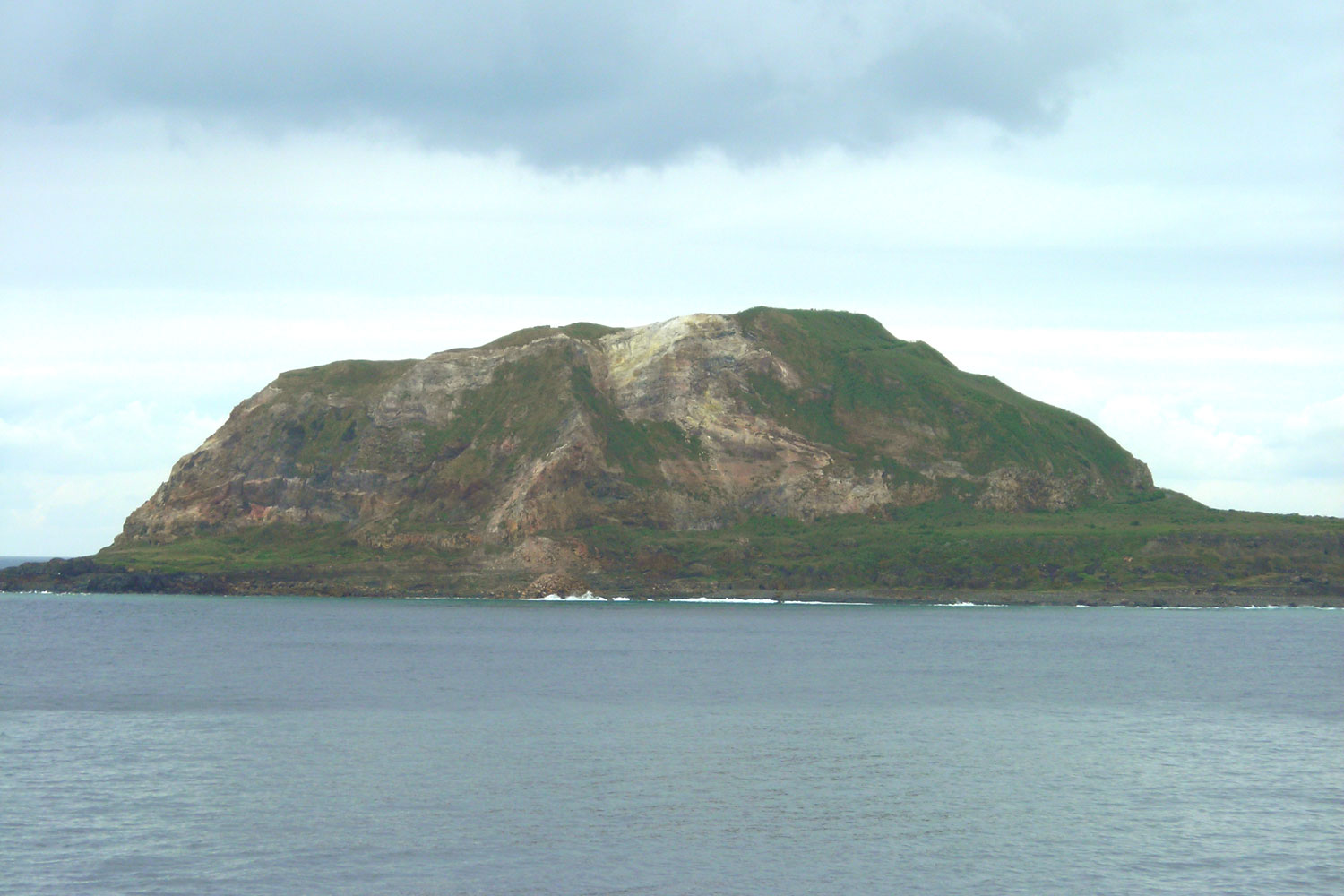
摺鉢山
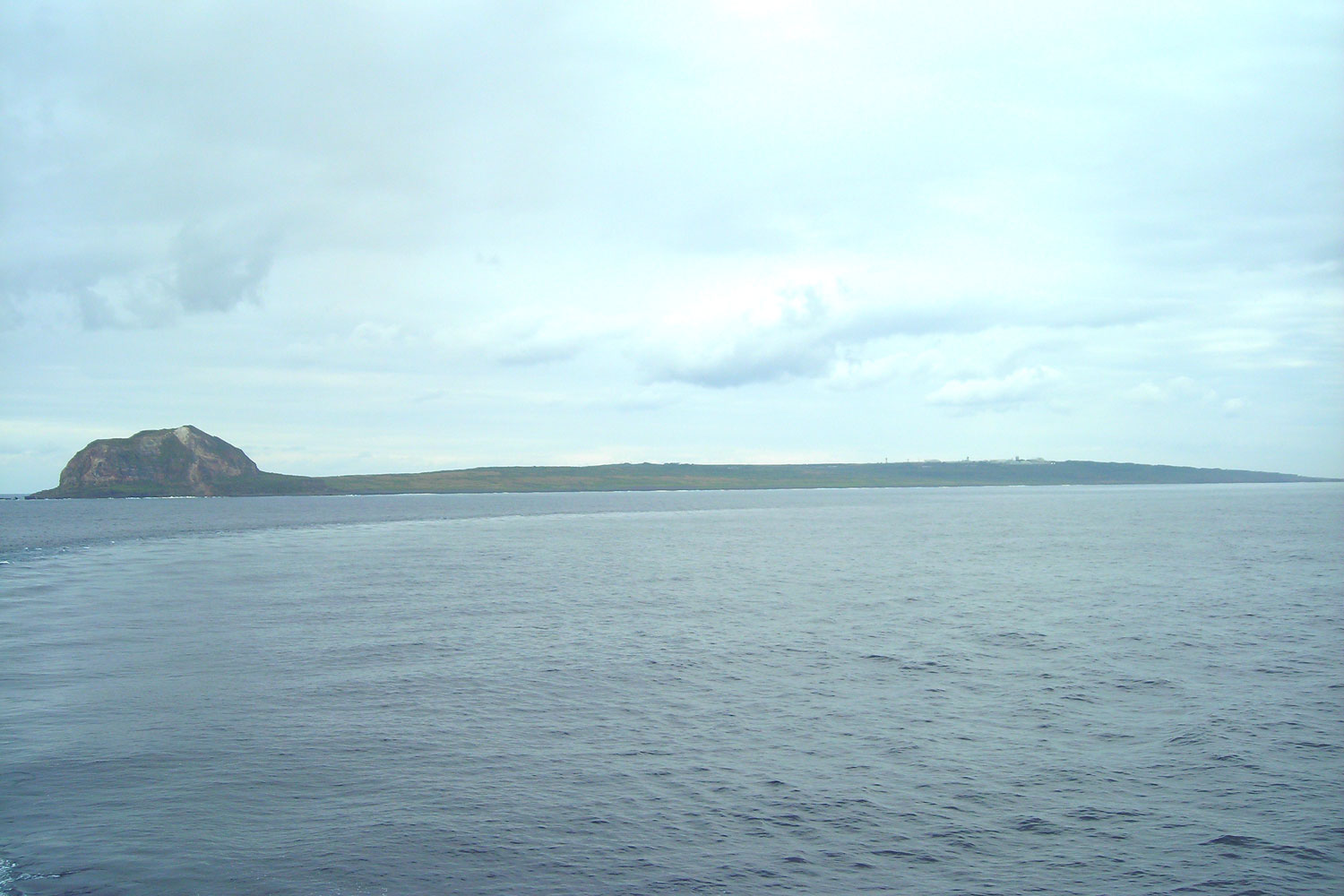
硫磺島遠景
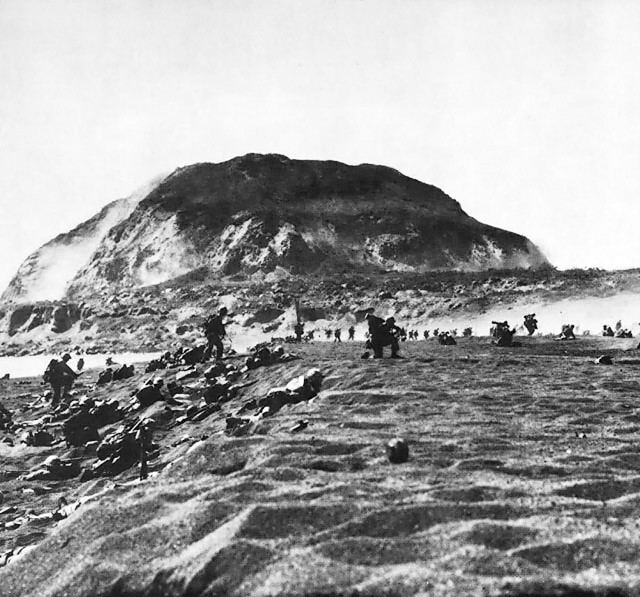
戰時的摺鉢山
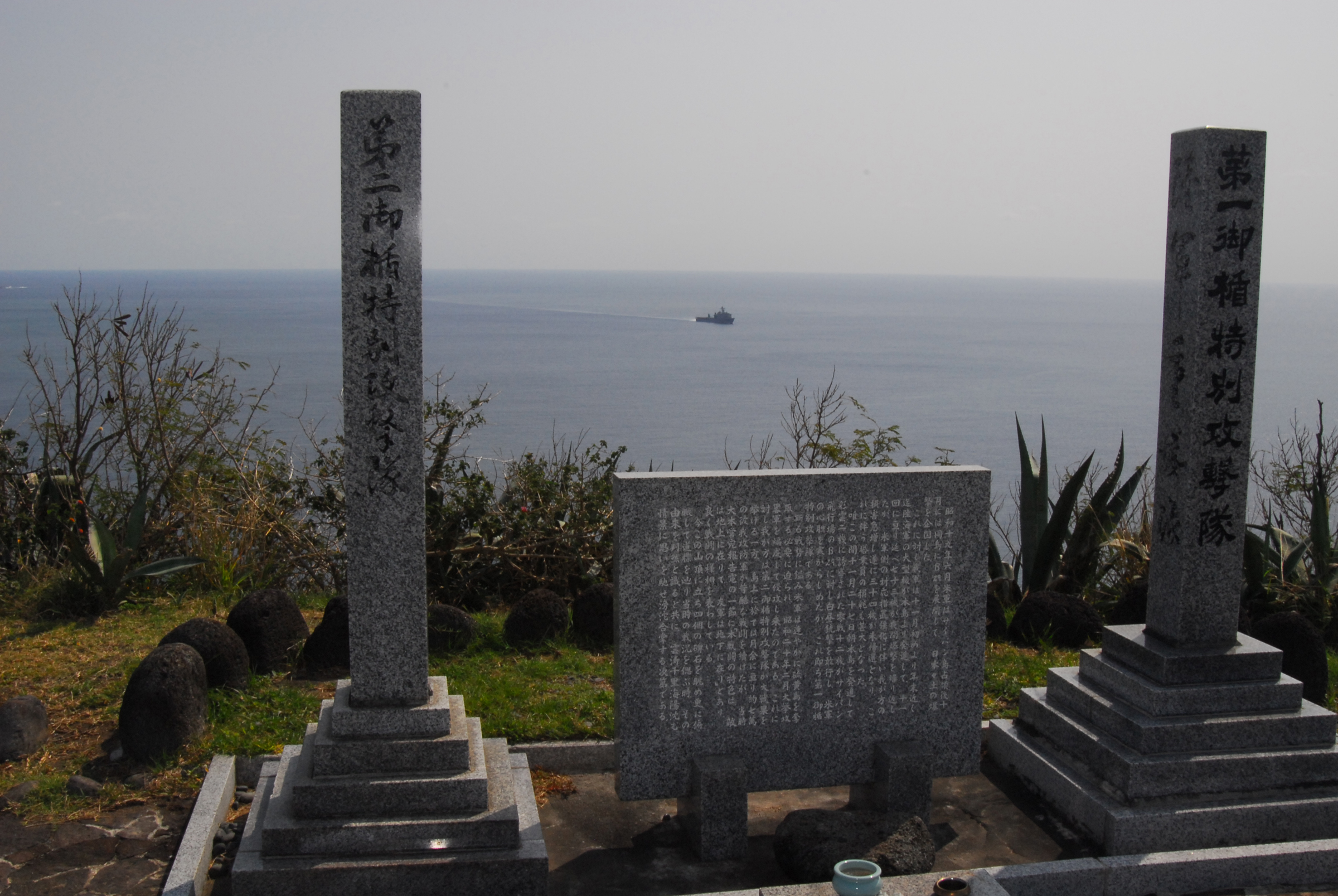
山頂的第一、第二御盾特別攻擊隊慰靈碑
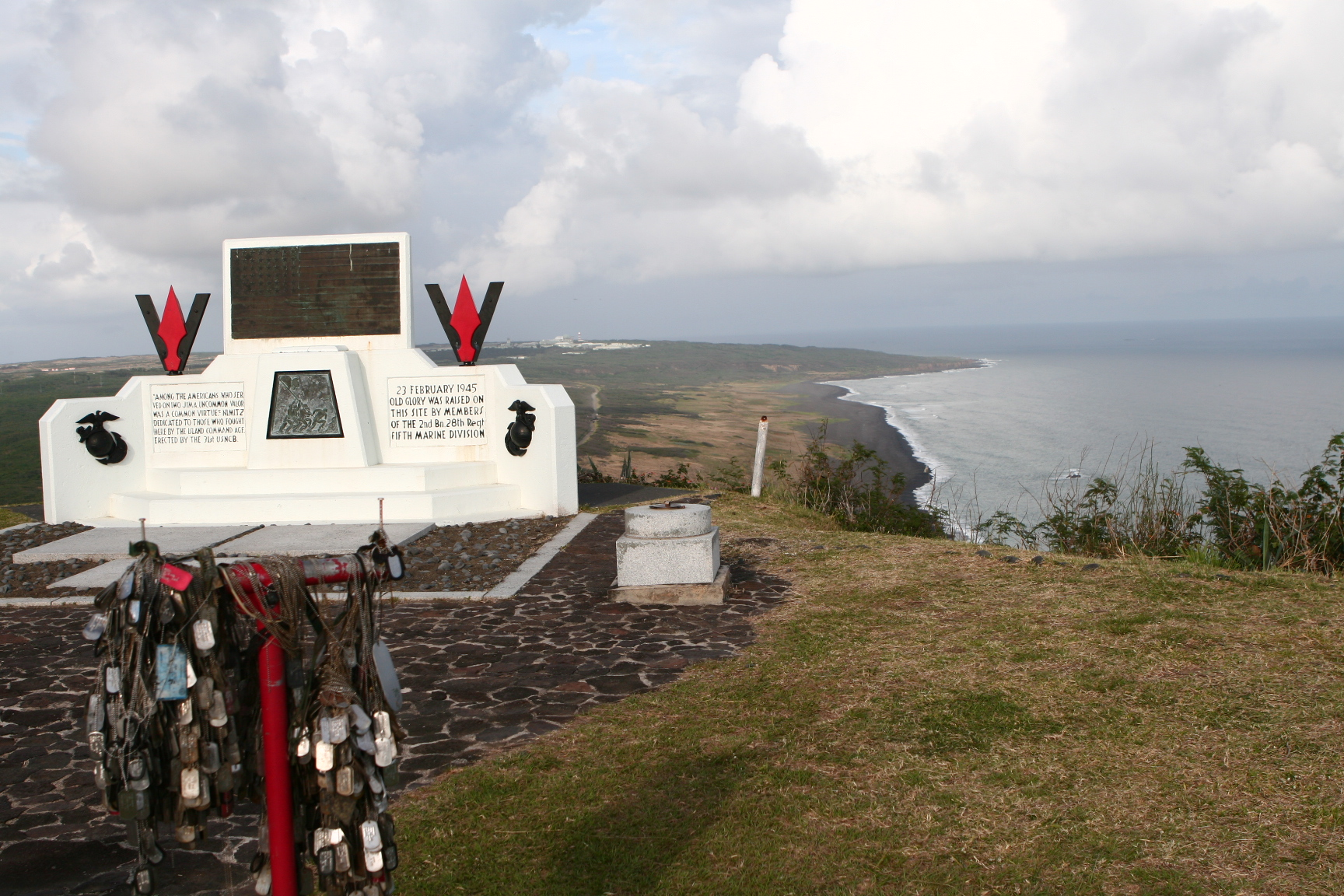
山頂的美軍登陸紀念碑

## 外部連結
- 國土地理院 電子地圖 （页面存档备份，存于）